# سانترباس د کامپس
سانترباس د کامپس (به اسپانیایی: Santervás de Campos) یک شهرستان در اسپانیا است که در استان وایادولید واقع شده‌است.